# Bukan
Bukan (en persa: بوکان‎; en kurdo: بۆکان) es una ciudad en Azerbaiyán Occidental, Irán. En el censo de 2006 su población era de 149 340 habitantes en 32 488 familias. En 2012 la población se estimó en cerca de 171 773 personas en 43 543 familias. Es uno de los catorce municipios de Azerbaiyán Occidental y la cuarta ciudad más poblada de la provincia. La distancia a la capital provincial es de 226 kilómetros. El setenta y cinco por ciento de la población vive en la zona urbana, mientras que el 25% vive en el área rural. Dicha población es prácticamente una comunidad homogénea de habla kurda.